# Мавър Сервий Хонорат
Вижте пояснителната страница за други личности с името Сервий.
Мавър (Марий) Сервий Хонорат (на латински: Maurus (Marius) Servius Honoratus) е римски граматик („grammaticus“) и коментатор на Вергилий от края на 4 век.
Той е диалог-партньор в „Сатурналия“ на Амбросий Теодосий Макробий. Пише си с Квинт Аврелий Симах и е езичник.
Освен „Вергилий-коментарите“ от Сервий са запазени: записки към граматиката (Ars grammatica) на Елий Донат, записки за метрическите окончания (De finalibus), и един трактат за различните метрики metres (De centum metris).

## Издания
- Georg Fabricius, P. Vergilii Maronis Opera, quae quidem extant, omnia (editio princeps des kürzeren Kommentars); Basel 1551; Дигитал
- Pierre Daniel, Pvb. Virgilii Maronis Bvcolicorvm eclogæ x. Georgicorvm, libri IIII. Æneidos, libri XII, et in ea, Mavri Servii Honorati grammatici commentarii, ex antiqviss, exemplaribvs longè meliores et avctiores. (erste Ausgabe des umfangreicheren Kommentars; Paris 1600)
- Georg Christian Thilo, Hermann Hagen, Servii Grammatici qui feruntur In Vergilii carmina commentarii. Teubner, Leipzig 1881-1902, 3 Bde. in 4 Teilen. Nachdruck: Olms, Hildesheim 1961 u. 1986. Online
- Georg Christian Thilo, Servii Grammatici qui feruntur in Vergilii Bucolica et Georgica commentarii. Teubner, Leipzig 1887
- Servianorum in Vergili Carmina Commentariorum Editio Harvardiana. Oxford 1965ff